# Eskild Ebbesen
Eskild Balschmidt Ebbesen (* 27. Mai 1972 in Silkeborg) ist ein dänischer Ruderer. Der dreifache Olympiasieger und sechsfache Weltmeister gehört zu den erfolgreichsten Sportlern seines Landes. Er errang seine Erfolge fast ausschließlich in der Bootsklasse Leichtgewichts-Vierer ohne Steuermann. Die von ihm angeführte Mannschaft wird auch als „Goldvierer“ (Guldfireren) bezeichnet.

## Biografie
1993 gewann Ebbesen im tschechischen Roudnice seine erste Weltmeisterschaftsmedaille, als er mit dem Achter Zweiter wurde. Er wechselte daraufhin zur neu eingeführten Bootsklasse des Vierers der Leichtgewichte, in welcher sich die Dänen sogleich an die Weltspitze setzten. Nach WM-Gold in Indianapolis 1994 und WM-Silber in Tampere 1995 folgte bei den Olympischen Sommerspielen 1996 in Atlanta der Gewinn der olympischen Goldmedaille als erster Höhepunkt.
In den darauf folgenden Jahren war der Goldvierer der Konkurrenz überlegen. Ebbesen gewann dreimal hintereinander WM-Gold; 1997 auf dem Lac d’Aiguebelette (Frankreich), 1998 auf dem Fühlinger See bei Köln und 1999 in St. Catharines (Kanada). Bei den Olympischen Sommerspielen 2000 konnte der Goldvierer seiner Favoritenrolle jedoch nicht gerecht werden und erreichte den dritten Platz. Wieder folgten drei Medaillen bei Weltmeisterschaften: 2001 Silber auf dem Rotsee bei Luzern, 2002 Gold in Sevilla und 2003 wiederum Gold in Mailand.
Während der Eröffnungsfeier der Olympischen Sommerspiele 2004 war Ebbesen Fahnenträger der dänischen Delegation. In Athen gewann er mit dem Goldvierer seine zweite olympische Goldmedaille. Danach riss die Erfolgsserie jedoch ab, erst 2008 gelang Ebbesens Goldvierer mit zwei Siegen beim Ruder-Weltcup erneut der Anschluss an die Weltspitze. Bei den Olympischen Sommerspielen in Peking gewann er seine dritte Goldmedaille. Auch nach diesem Olympiasieg zog sich Ebbesen vom internationalen Rudergeschehen zurück, 2011 war er wieder da und bei den Olympischen Spielen 2012 gewann er seine fünfte olympische Medaille.
1998 und 2004 wurde Ebbesen zu Dänemarks Sportler des Jahres gewählt. Er ist beruflich als Gesundheitsberater tätig. Bei einer Körpergröße von 184 cm beträgt sein Wettkampfgewicht etwa 70 kg. Er rudert für die Vereine Silkeborg RK und Danske Studenters RK.